# Lottefors
Lottefors – miejscowość (tätort) w Szwecji, w regionie administracyjnym (län) Gävleborg, w gminie Bollnäs.
Według danych Szwedzkiego Urzędu Statystycznego liczba ludności wyniosła: 374 (31 grudnia 2015), 360 (31 grudnia 2018) i 350 (31 grudnia 2019).